# Dešeča vas
Dešeča vas (Duits: Deschetschendorf) is een plaats in Slovenië en maakt deel uit van de gemeente Žužemberk in de NUTS-3-regio Jugovzhodna Slovenija. De plaats telde 65 inwoners op 1 januari 2020.